# Дело «Весна»
Де́ло «Весна́» или «Гварде́йское де́ло» — репрессии, организованные в 1930—1931 годах органами ОГПУ в отношении военспецов — военнослужащих командного состава Красной армии, служивших ранее в Русской Императорской армии, а также гражданских лиц, в том числе бывших белых офицеров. Только в Ленинграде в мае 1931 года по этому делу было расстреляно свыше тысячи человек.

## Дело
Организатором инициированного дела «Весна» был сотрудник ОГПУ И. М. Леплевский. При поддержке зампреда ОГПУ Г. Г. Ягоды он раздул масштабы «Весны» до масштабов «дела Промпартии».
Всего было арестовано по некоторым данным более 3000 человек, среди них были А. Е. Снесарев, А. Л. Родендорф, А. А. Свечин, П. П. Сытин, Ф. Ф. Новицкий, А. И. Верховский, В. И. Галкин, Ю. К. Гравицкий, В. А. Ольдерогге, В. А. Яблочкин, Е. Л. Слухоцкий, Н. Соллогуб, А. А. Балтийский, М. Д. Бонч-Бруевич, Н. А. Морозов, А. Е. Гутор, А. Х. Базаревский, М. С. Матиясевич, В. Ф. Ржечицкий, В. Н. Гатовский, П. М. Шарангович, Д. Д. Зуев, Н. Е. Какурин, И. А. Троицкий и другие.

## Историография вопроса
Известность это дело получило с выходом в 2000 году книги украинского историка Ярослава Тинченко «Голгофа русского офицерства», по сути впервые поднявшего эту тему и сделавшего её доступной массовому читателю.
Некоторые документы, касающиеся операции «Весна», были опубликованы в СССР в двухтомном сборнике документов «Из архивов ВЧК, ОГПУ, НКВД», посвящённом данной операции.
В книге А. А. Здановича «Органы государственной безопасности и Красная Армия» одна из глав описывает агентурно-наблюдательное дело (АНД) «Генштабисты» и операцию «Весна», подробно разбирая механизм его раскрутки и реальные причины, обусловившие усиленное внимание к военспецам и репрессии в их отношении.